# Callechelys galapagensis
Callechelys galapagensis е вид змиорка от семейство Ophichthidae.

## Разпространение и местообитание
Видът е разпространен в Еквадор.
Обитава крайбрежията на тропически води, пясъчни и скалисти дъна на океани, морета и рифове.